# The KMG’s
The KMG's, właśc. Krazy Mess Groovers – belgijski zespół muzyczny założony w 2004. Reprezentant Belgii z utworem „Love Power” w 52. Konkursie Piosenki Eurowizji (2007).

## Dyskografia
Minialbumy (EP)
- Krazy Mess Groovers (2004)[4]